# Nyxoah
 (octobre 2020).
Nyxoah est une société belge spécialisée dans la qualité du sommeil. Son produit-service, désigné par système Genio, est un traitement par stimulation nerveuse de l'apnée du sommeil.

## Historique
La société est fondée en 2009 par le belge et entrepreneur en série Robert Taub, qui en est toujours le Président du Conseil d'Administration. Le siège de la société est situé à Mont-Saint-Guibert en Belgique.

## Produit
Un implant est placé sous le menton du patient. Il ne comporte aucune batterie et agit de façon purement passive. Pendant la nuit, la personne utilise un appareil qu'elle approche du menton afin que l'implant stimule par des impulsions les 2 branches du nerf hypoglosse. De la sorte, on évite que la langue obstrue le passage de l'air vers les poumons.
Les résultats d'une étude détaillée sur 27 patients, intitulée BLAST OSA, ont été publiés en janvier 2020. Cette étude précise les 4 innovations de Genio par rapport à des concurrents :
- la stimulation du nerf hypoglosse est bilatérale ;
- seul le muscle génioglosse est stimulé, alors que les concurrents stimulent parfois involontairement d'autres muscles ; ce progrès est obtenu par l'utilisation d'électrodes à palettes qui sont positionnées très près de l'entrée du nerf dans le muscle ;
- l'unité de stimulation est passive, n'incorpore aucune batterie, l'énergie et les décisions de stimulation provenant d'une unité externe qui transmet les impulsions à travers la peau, ce qui évite d'avoir à changer l'implant pour défaut de batterie ou modification du programme de stimulation ;
- les impulsions sont programmables et ajustables au cycle respiratoire du patient, avec un rythme fixe. Les concurrents délivrent des impulsions en fonction de la respiration effective du patient, tandis que Genio fournit un rythme uniforme d'impulsions.

Le marché potentiel serait de 400 millions de personnes qui souffrent d'apnée obstructrice du sommeil à travers le monde.
Le produit a obtenu le Marquage CE qui lui permet d'être vendu dans l'Espace économique européen. L'Allemagne est le 1er pays européen dont la sécurité sociale rembourse les soins.

## Financement
Après une levée initiale de 10 millions d'euros, l'entreprise s'emploie à lever 23 millions en 2014.
En novembre 2018, la société australienne Cochlear Limited (en) finance à hauteur de 13 millions d'euros le capital de Nyxoah.
En février 2020, Robert Taub fédère des fonds privés à hauteur de 25 millions d'euros. Avant l'introduction en bourse, la société est valorisée à 225 millions d'euros.
L'introduction en bourse à Bruxelles a lieu du 9 au 17 septembre 2020, et lève 60 millions d'euros, dont 15 millions apportés par des fonds de capital-développement, auxquels il faut ajouter environ 25 millions supplémentaires grâce à une option de surallocation, d'où produit brut total de 84,75 millions d'euros.
A l'issue de cette augmentation de capital, elle est valorisée en bourse à 364 millions d'euros.

## Fabrication
L'entreprise fabrique en Israël et a l'intention de construire un atelier de fabrication à Liège.